# Ruta Provincial 302 (Tucumán)
La Ruta Provincial 302 es una carretera de Tucumán, Argentina, que une la ciudad de Banda del Río Salí y el límite con Santiago del Estero, cerca de la localidad de Tacanas. La carretera es autovía hasta Cevil Pozo, transformándose en camino pavimentado simple hasta Estación Aráoz, donde se convierte en camino de ripio hasta su finalización. 
En el año 2011 se terminaron los trabajos de ampliación de la ruta entre Banda del Río Salí y Cevil Pozo, agregando dos nuevos carriles, iluminación y un puente sobre las vías del Ferrocarril Bartolomé Mitre para conectarla con la Ruta Provincial 303. Estas obras fueron inauguradas el 30 de noviembre del mismo año por el gobernador José Alperovich y también, se impuso el nombre de Isidoro Katz a este tramo de la carretera. En 2021 se realizaron tareas de repavimentación desde Cevil Pozo hasta Ranchillos, a causa del deterioro presentado en el camino. La obra tuvo un costo de ARS 390 000 000. 

## Localidades
Las localidades por las que pasa son las siguientes:
- Departamento Cruz Alta: Banda del Río Salí, Cevil Pozo y Ranchillos y San Miguel.

- Departamento Leales: Estación Aráoz y Tacanas.

## Véase también

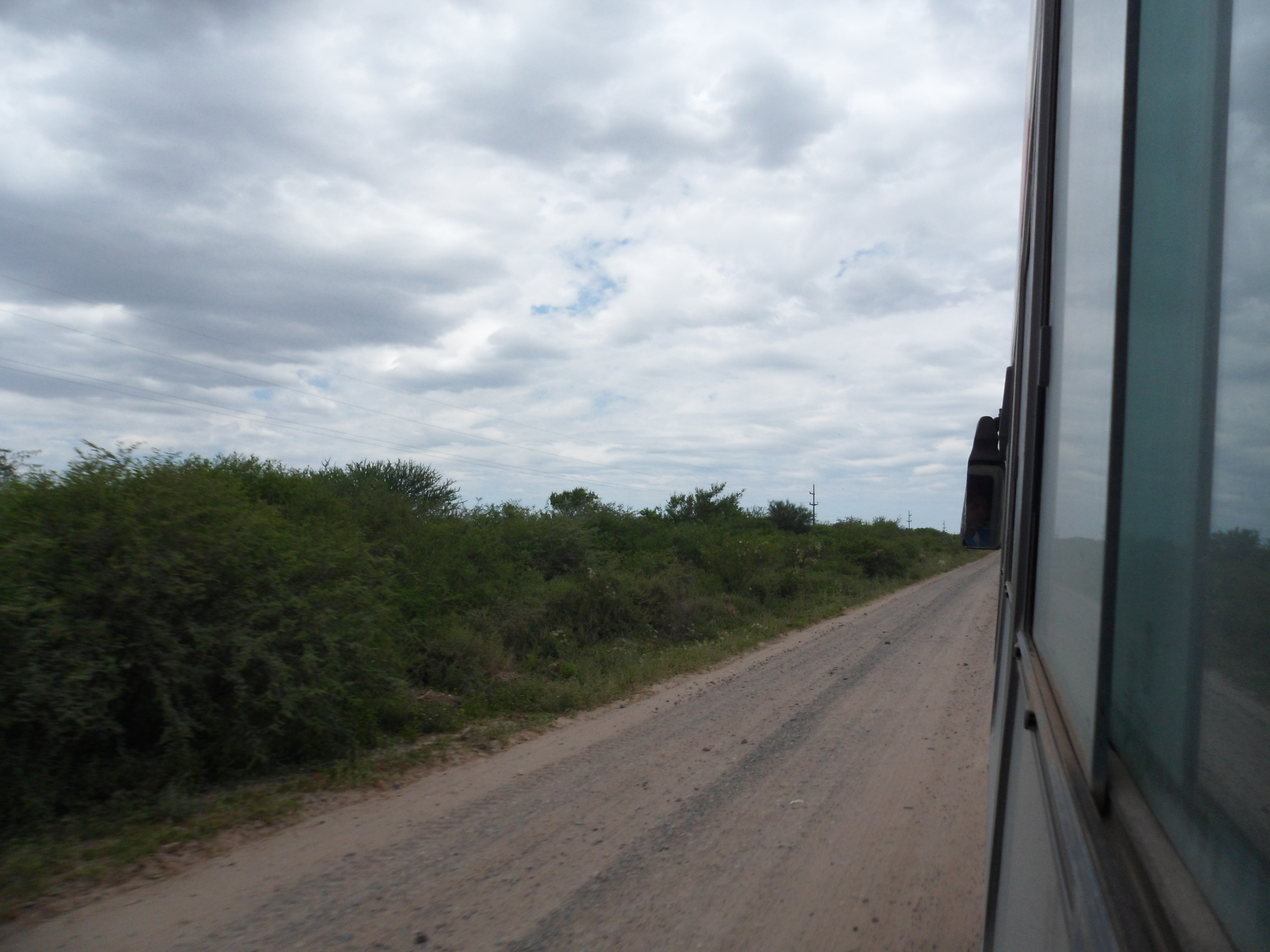
Rumbo a Tacanas por RP 302 - panoramio